# Richard Seaman
Richard Seaman, celým jménem John Richard Beattie Seaman, všeobecně známý jako Dick Seaman (4. února 1913 – 25. června 1939) byl britský závodní jezdec, jeden z největších talentů předválečné éry motorsportu. V letech 1937 až 1939 jezdil za tým Mercedes-Benz ve vozech Mercedes-Benz W 125 a W154 a v roce 1938 vyhrál Velkou cenu Německa. Zemřel na následky zranění a popálenin poté, co jeho vůz naboural do stromu a vzplál při Grand Prix Belgie v roce 1939 ve Spa-Francorchamps. Seaman je považován spolu s Henrym Segravem za jednoho z největších britských předválečných jezdců Grand Prix. V mnohém se podobal Berndu Rosemayerovi: velký talent, nezkrotný temperament a předčasně, tragicky ukončená kariéra.

## Život
Seaman se narodil v Aldingbourne House v Chichesteru na pobřeží kanálu La Manche (hrabství Sussex). Pocházel z bohaté, aristokratické rodiny, což mu umožnilo přístup k prestižnímu vzdělání a financování jeho rané závodní kariéry. Jeho vzdělání a rodinné zázemí mu poskytly příležitost věnovat se motoristickému sportu na nejvyšší úrovni, což mělo zásadní vliv na jeho úspěchy v závodění. Jeho otcem byl William John Beattie-Seaman a matkou Lillian Seaman. Zpočátku žil v Kentwell Hall, Long Melford v Suffolku. Od dětství si pěstoval zájem pro automobilový sport. Po studiích na střední škole v Rugby ve Warwickshiru v centrální Anglii se Seaman přestěhoval do Cambridge, kde začal studovat na univerzitě Trinity College. Ve dvaceti letech začínal závodit s dvoulitrovým vozem Bugatti, ale nijak nevynikal. Dokonce naštval svého bohatého otce natolik, že mu hrozil vyděděním, pokud se nebude věnovat studiu. Richard tedy pokračoval na univerzitě Trinity College, ale jediné, co ho zajímalo, byl univerzitní autoklub Cambridge University Automobile Club (CUAC). Zde jako student získal první zkušenosti se závoděním. Jeho rodiče však od něj i nadále očekávali, že se stane diplomatem, členem parlamentu nebo právníkem.
Už v roce 1931 jako 18letý debutoval za volantem svého prvního auta Riley Brooklands 9 v závodě do vrchu Shelsley Walsh Hillclimb, spolu s kolegou z Cambridge Whitney Straightem. Prvním jeho startem, kdy přičichl k vůni spáleného benzinu, byla jeho účast na závodě Shelsley Walsh Speed Hills poblíž Malvern Hills, který vyhrál Whitney Straight, také student v Cambridge. V jednadvaceti letech oznámil šokovaným rodičům, že se už nevrátí na univerzitu a že se definitivně rozhodl stát se závodním jezdcem. Začal závodit v menších závodech v Británii, později ve slabší třídě voiturette tehdejších Grand Prix. Přemluvil matku, potom co jeho otec zemřel na selhání srdce, aby mu koupila závodní auto, a tak se svým novým vozem MG K3 Magnette vydal na evropskou pevninu, aby získal zkušenosti. Talentovaný anglo-americký aristokratický závodní jezdec Whitney Straight byl Seamanův přítel a fungoval jako mentor během jeho prvních let motoristických závodů.
Po dobrých sezónách 1934–1936 s menšími vozy (do 1,5 l) toužil po angažmá u týmu Grand Prix. V Anglii závody ve 30. letech představovaly zábavu bohatých, ale v Německu týmy Mercedes-Benz a Auto Union využíval Hitler k propagandě. Pro Richarda nabídka od principála Mercedesu Alfreda Neubauera znamenala velké dilema. V Evropě to již začínalo zavánět válkou a Seaman si nebyl jistý, jestli by měl přijmout nabídku z nacistického Německa. Jeho matka sice byla proti, ale nakonec na radu přátel nabídku přijal. Seaman jako bohatý aristokrat vycházel u Mercedesu (1937–9) velmi dobře se spolujezdci Manfredem von Brauchitschem a Rudolfem Caracciolou, kteří pocházeli ze šlechtických resp. bohatých německých rodin. „Proletář“ Hermann Lang byl mezi nimi outsiderem.
Po sezóně 1938 se Richard Seaman zasnoubil s Erikou Poppovou, dcerou generálního ředitele BMW Franze-Josefa Poppa. V prosinci 1938 se Seaman proti vůli své matky oženil. Seamanovi bylo 25 a Poppové 18. Jeho nový tchán koupil páru jako svatební dar dům v bavorském Garmischi. Po Seamanově smrti žila Poppová za druhé světové války ve Velké Británii a USA. V roce 1940 se zasnoubila s bývalým Seamanovým kolegou, kterým byl Reginald Ellis „Reggie“ Tongue (v roce 1935 koupil MG Magnette Richarda Seamana), ale pár se nikdy nevzal. Erika se znovu dvakrát vdala a zemřela v Sarasotě na Floridě v únoru 1990 ve věku 69 let. Svůj zásnubní prsten koupený Seamanem nosila po zbytek svého života.
Autor Seamanova životopisu Richard Williams (A race with love and death, Závod s láskou a smrtí) prohlásil, že Seaman prostě chtěl jezdit za kterýkoli tým, který by měl nejrychlejší auto, bez ohledu na politiku. Seamanův odkaz je poskvrněn jeho spojením s nacismem. Hitler Seamana označil za jednoho ze svých oblíbených závodníků a po svém vítězství na německé Grand Prix v roce 1938 kontroverzně zdravil diváky nacistickým pozdravem. Na filmových dokumentech z této Velké ceny se spíše zdá, že zdravil diváky pokrčenou pravicí, nežli nacisticky vzpřímenou. Ale největší věnec na Seamanově pohřbu, to nelze popřít, byl proti vůli rodiny od Hitlera.

## Závodní kariéra

### 1934

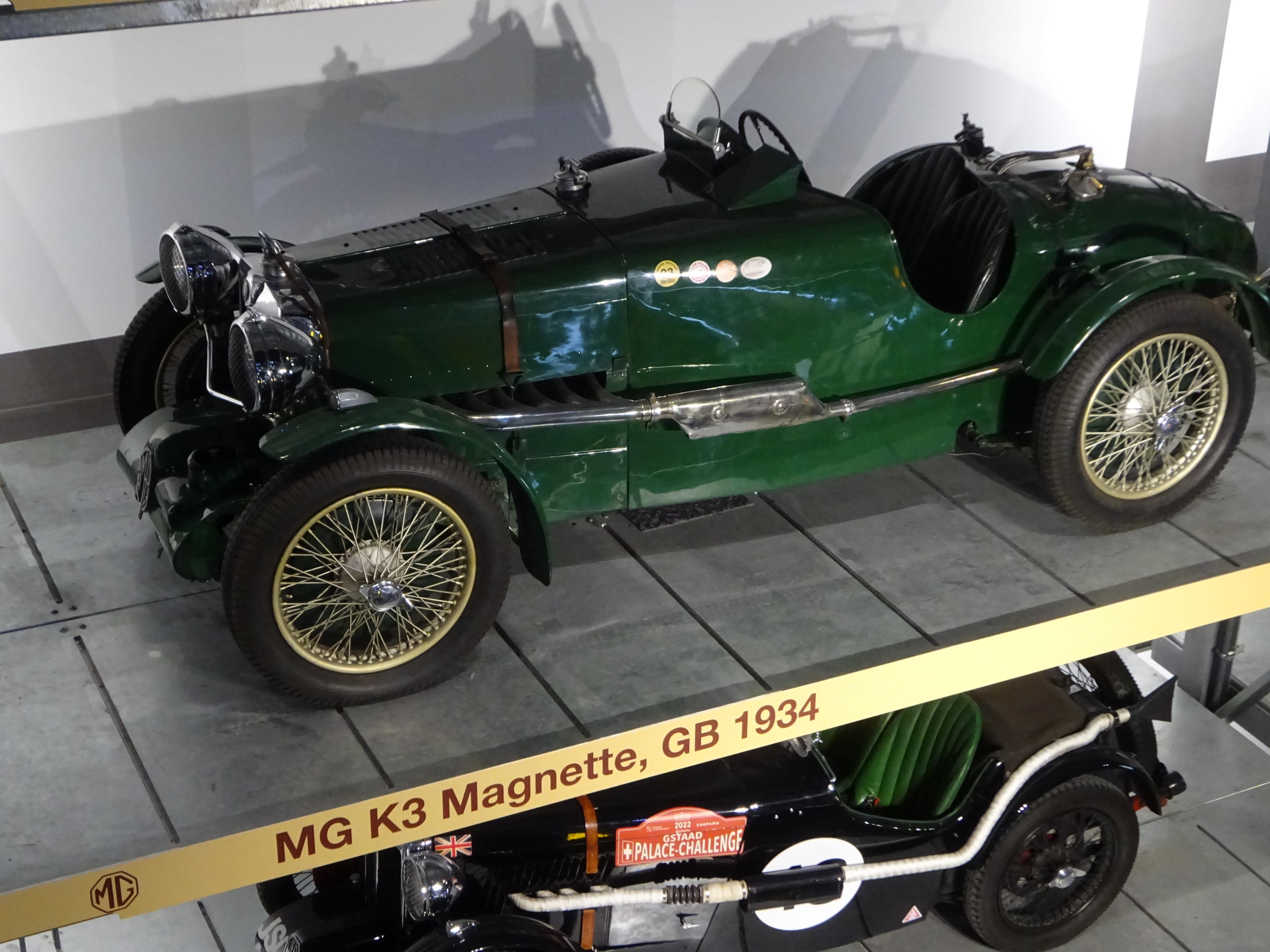
MG K3 Magnette (1934) v Muzeu dopravy (Verkehrshaus) Luzern

Na prvním skutečném závodě v roce 1934 (22. června) už s novým, anglickým vozem MG K3 Magnette s kompresorem (řadový čtyřválec 1087 cm³, výkon 88,3 kW/120 k) na 2. Grand Prix de L´Albigeos v Albi ale neuspěl. V kategorii voiturette za tým Whitney Straight Ltd. odpadl po 6. kole s přehřátým motorem pro mechanickou závadu. V závodě zvítězil Pierre Veyron na Bugatti T51A. V druhém závodě (15. srpna), kterého se zúčastnil Grand Prix Pescary, to již bylo lepší. V závodě Coppa Acerbo Junior (voiturette do 1,1 l) triumfovaly vozy MG a R. Seaman obsadil 3. místo. Vyhrál další mladý Angličan Hugh Hamilton. Svůj první závod vyhrál v Bremgartenu na Grand Prix Švýcarska v kategorii slabších vozů (voiturette do 1,5 l). Závod představoval nejkonkurenceschopnější pole voiturette sezóny a do tohoto závodu startoval Seaman až z poslední řady na roštu. Přes silnou konkurenci 23 startujících a handicap ve zdvihovém objemu (jen 1,1 l oproti většině s 1,5 l motory) po 14 kolech (102 km) zvítězil, když za sebou nechal Veyrona, Burggallera a Sojku (všichni na Bugatti T51A). Bohužel jeho první vítězství bylo zastíněno smrtí stájového druha Hugha Hamiltona (smrtelně havaroval na Maserati 8CM v následující 1. Grand Prix Švýcarska 2 kola před cílem). Seaman tento závod vyhrál celkem třikrát za sebou, potom ještě v letech 1935 a 1936.
Závod do vrchu Mont Ventoux, jeden z nejstarších závodů do vrchu na trati 21,6 km dlouhé, se konal 16. září za velmi rozmarného počasí, při němž se střídal sluneční svit s náhlými bouřkami a dešti, ba i mlhou, což vše nikterak nepřispívalo k bezpečnější jízdě na této obtížné trati. Přesto však sportovní úroveň závodu předčila očekávání, neboť hlavní traťový rekord byl překonán „králem vrchů“ Hansem Stuckem na šestnáctiválcovém Auto-Unionu typ A. V závodních automobilech do 1,1 l vyhrál Seaman na MG v čase 16:05,8 min a překonal rekord třídy. Za závěr sezony Seaman přijel do Brna, aby se 30. září zúčastnil 5. ročníku Masarykova okruhu. Dr. Guiseppe Farina, pozdější první mistr světa formule 1 (1950), divákům předvedl dominantní vítězství stylem start-cíl a vedl závod od začátku do konce. Dosáhl průměrné rychlosti 109,8 km/h a ještě zajel nejrychlejší kolo závodu v čase 14:55 min, tj. 117,2 km/h. Burggaller na Bugatti skončil druhý. Seaman obsadil s MG K3 Magnette slušné 5. místo.

### 1935

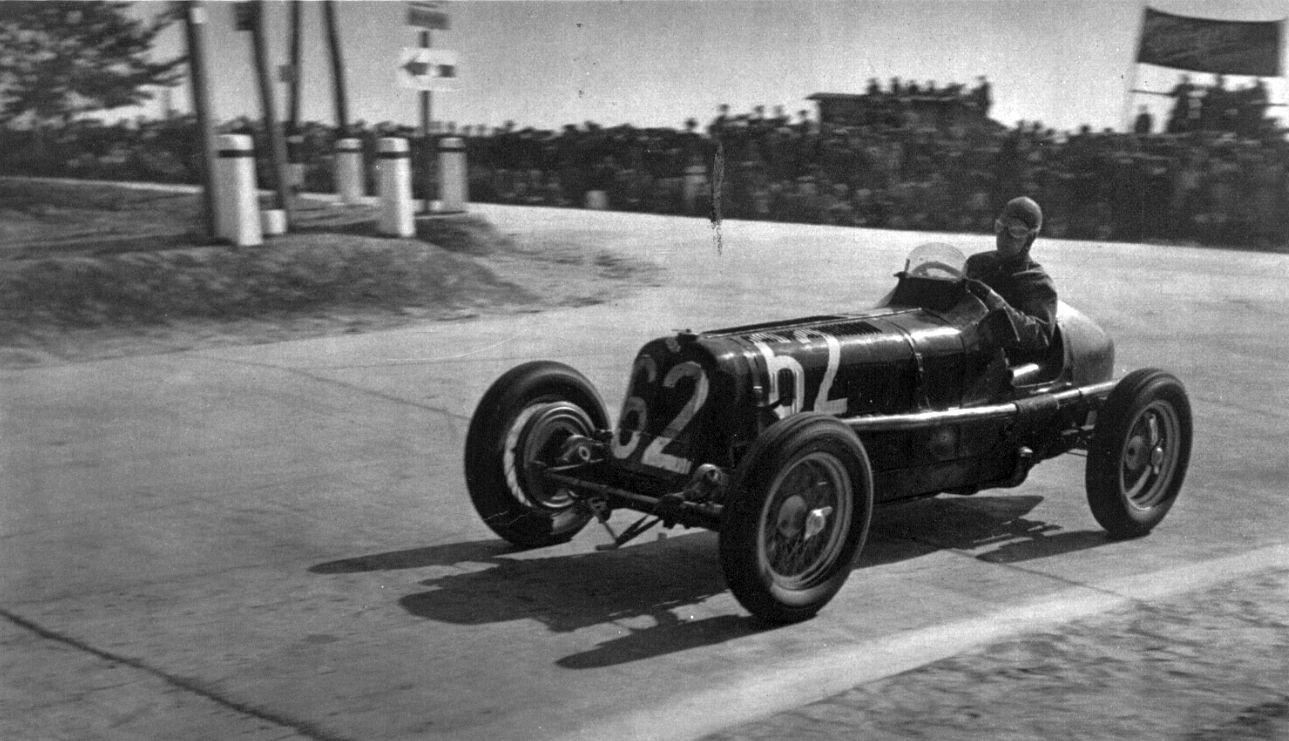
Richard Seaman na voze ERA B vítěz kategorie Voiturette (Brno 1935)

V roce 1935 Seaman závodil za vlastní, soukromý tým na anglickém voze ERA type B, podvozek R1B (řadový šestiválec, 1488 cm³, výkon 130 kW/175 k, kompresor Roots). Na belgické X. Grand Prix des Frontiéres 9. června zajel nejrychlejší kolo závodu 4:48 min = 135,9 km/h, ale uštval vůz a po 3. kole (z 20) mu „odešel“ píst v motoru. Na německém Nürburgringu při XIII. ročníku závodů ADAC Eifelrennen dojel 16. června na 5. místě a 20. července na VII. Grand Prix de Dieppe opět nedojel, když po 4. kole odpadl pro poruchu kardanu. V druhé polovině sezony zaznamenal 3 vítězství za sebou na Coppa Acerbo v Pescaře a opět ve Švýcarsku vyhrál. V závodech do vrchu na Grossglockner dojel celkově druhý. Na Velké ceně Německa v závodech do vrchu Schauisland u Freiburgu konané 1. září Seaman ohrozil dokonce Stucka na Auto Unionu typ B (pětilitrový šestnáctiválec). Dojel jako druhý jen o čtyři vteřiny za Stuckem (8:21,1 min) a vyhrál pochopitelně svoji třídu závodních vozů do 1,5 l v čase 8:25,1 min. Třetí vítězství toho roku zaznamenal, když vyhrál 29. září Velkou cenu Masarykovu v Brně (vše na ERA B). V brněnském tréninku měl jakési „nedorozumění“ s jedním poloměrem zatáčky. Při nehodě v tréninku si ohnul přední nápravu vozu a navzdory úpěnlivé žádosti ERA požadované díly neposlala. Oslovili společně s mechanikem Ramponim strojírny Škoda a přední nápravu v jejich dílně narovnali právě včas na druhý trénink. V něm měl potíže s brzdami a kontaktoval dokonce hrušku, ale v závodě se toho vyvaroval a odjel výborný závod. Vedl startovní pole od startu až do cíle. Zajel v 11. kole i nejrychlejší kolo závodu a vytvořil nový rekord na 1 kolo v čase 14:32,8 min (120,2 km/h), které zajel v 11. kole. Po 15 kolech bezpečně zvítězil před Veyronem a Sojkou.

### 1936

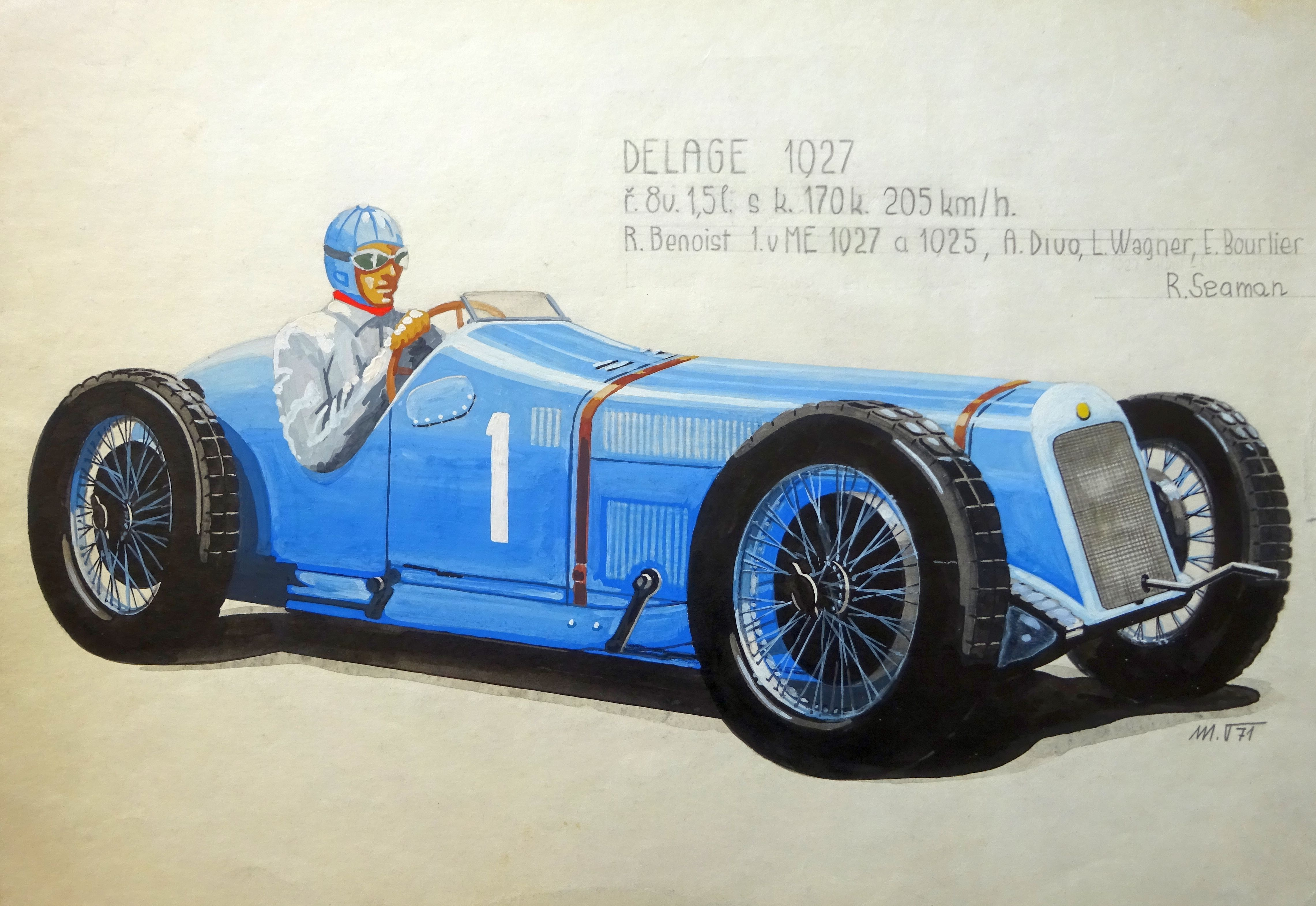
Delage 15 S 8, závodní vůz Richarda Seamana v roce 1936

Rok 1936 byl pro Seamana velmi úspěšný. Richard Seaman (Maserati 8CM 2,7 litru) vyhrál 4. dubna 1936 handicapový závod British Empire Trophy v Donington Parku v Anglii. Od Lorda Howea koupil deset let starý vůz (z roku 1926) Delage 15 S 8 (osmiválcový řadový 1488 cm³, výkon 138 kW/185 k se 2 kompresory Roots) a jeho soukromý mechanik Ital Giulio Ramponi (dříve úspěšný závodník mj. 2x vyhrál s Camparim Mille Miglia, poté mechanik pracující pro Alfu Romeo) předvedl svá kouzla. Odlehčil jej o 100 kg, zvýšil výkon skvělého osmiválcového řadového motoru zhruba o 30 k, vyměnil preselektivní převodovku za manuálně řazenou, vylepšil brzdový systém a přinutil obstarožní Delage jezdit maximální rychlostí až 210 km/h. Vyšlechtil vůz tak, že byl v té době téměř nepřekonatelný. Hned první závod 28. května na ostrově Man Richard vyhrál (IV. RAC International Light Car Race), když za sebou nechal mj. prince Biru a Marcela Lehouxe. Na Nürburgringu 14. června při XIV. ADAC Eifefelrennen s Delage nedojel pro havárii hned v 1. kole závodu. Richard Seaman se svým černým Delagem se sice po startu z 1. řady ujal vedení a když se vozy od vlásenky Südkehre vrátily zpět za boxovou rovinku, tak Seaman stále vedl, následován Trossim, Tenni, Bäumerem a Birou. Na místě zvaném Hocheichen Seaman dostal na mokré vozovce smyk, vyjel do pole a Delage uvízl v bahně. Seamanovi trvalo asi sedm minut, než dostal auto zpět na silnici a znovu nastartoval. Dojel však pouze do boxů a rozhodl se odstoupit ze závodu. Při XII. Grand Prix Picardie o týden později sice vyhrál svoji rozjížďku, ale ve finálové jízdě v 5. kole pro poruchu řízení v zatáčce Brie narazil do zdi. Delage byl značně poškozen, ale Seaman zůstal nezraněn. 
Seaman podepsal smlouvu s italskou stájí Scuderia Torino a dostal na 2 závody k dispozici nový Maserati V8RI s osmiválcovým motorem do V o zdvihovém objemu 4,8 l. Poprvé se 26. července postavil na start Grand Prix nejvyšší kategorie, na Velkou cenu Německa, ale závodě Seaman odstoupil ve 3.kole s prasklým brzdovým potrubím. Na poslední třetinu závodu Trossiho vůz Maserati 4CM 2,5 l převzal jeho týmový kolega Seaman. Společně byli klasifikováni na 8. místě. V závodě prvá dvě místa obsadili jezdci Auto Unionu s typem C v pořadí Bernd Rosemeyer a Hans Stuck. Přesto díky této účasti obsadil v konečném pořadí mistrovství Evropy Grand Prix 28. místo.
Na VII° Coppa Ciano Junior v Livornu 2. srpna dojel s Delage na 6. místě (zvítězil Carlo Felice Trossi na Maserati 6CM), avšak 15. srpna v Pescaře Trossiho porazil a zvítězil v VIII. ročníku Coppa Acerbo Junior. Seaman ovládl trénink i závod. Ze sedmi vozů Maserati na startu se jich 5 srovnalo za Seamanovým Delage a další dva do cíle nedojely. Richard Seaman ve 3. kole zajel nejrychlejší kolo závodu za 12:15,8 min = 126,2 km/h. Stejný den absolvoval i nemistrovskou Grand Prix Pescary (XII° COPPA ACERBO), ale s Maserati V8RI (Scuderia Torino) nedojel do cíle, selhaly mu už po 4. kole zapalovací svíčky. V závodě zvítězil Bernd Rosemeyer na šestnáctiválcovém Auto Union type C (6,0 l). O týden později (23. srpna) vyhrál potřetí III. Prix de Berne (součást Grand Prix Švýcarska). Po startu z 1. řady se ujal vedení a do cíle po 28 kolech (203,84 km) již před sebe nikoho nepustil. Seaman na Delage zajel ve 3. kole i nejrychlejší kolo závodu za 2:58,7 min = 146,7 km/h. Úspěšnou sezónu ukončil dvěma starty v Doningtonu. Nejprve v sobotu 29. srpna zvítězil v závodě J.C.200 mil (IX. Junior Car Club 200 mile a Andre Gold Cup). Po 77 kolech (316,2 km) za sebou nechal vozy ERA, Maserati, Alfa Romeo, Bugatti i MG. Seaman vyhrál před Howem o 51,4 vteřiny a získal tak Zlatý pohár i trofej JJC 200. Za vítězství v kategorii voiturette získal celkem 350 liber. V Doningtonu startoval i 3. října na nemistrovské 2. Donington Grand Prix. Společně se Švýcarem Hansem Rüechem startovali s Alfou Romeo Tipo 8C-35. Po startu ze 3. řady se Rüech dostal do vedení ve 3. kole a po 60. kole předal při plánované zastávce v boxech vůz Seamanovi. Po 120 kolech (492,8 km) dojel Seaman vítězně do cíle, aniž by opustil čelo závodu.
Seaman překvapivě prodal svůj vítězný vůz Delage siamskému princi Birovi. Nový majitel, v tom čase anglický mistr, ho hodlal po menší přestavbě používat k mezinárodním závodům vedle svých dalších vozů, Era a Maserati. Ukázalo se, že to nebylo překvapivé ale cílené. Koncem roku 1936, ve svých 23 letech, obdržel pozvání na testy od závodního manažera Mercedesu Alfreda Neubauera. „Kdybych mohl jezdit pro Mercedes, nikdy bych se nedotkl volantu jiného auta,“ sliboval tehdy Seaman. Šéf týmu Mercedes Alfred Neubauer ho pozval na testy na Nürburgring, kde ve dnech 8.–22. října uspořádal Mercedes-Benz „Školu řidičů“. Z 27 jezdců si 14 z nich vyzkoušelo Mercedes-Benz W 25. Angličan Seaman a Švýcar Christian Kautz byli vybráni jako mladší řidiči pro rok 1937 a doplnili tým po dalším testování v Monze. V prosinci 1936 podepsal s německou automobilkou kontrakt. Už záleželo jen na schválení samotného Hitlera. Stalo se tak v únoru 1937 a Richard se stal jezdcem Mercedesu-Benz, kde v roce 1936 jezdili Rudolf Caracciola, Manfred von Brauchitsch, Hermann Lang, Luigi Fagioli a z počátku sezóny i Louis Chiron. Mercedes nezažil v roce 1936 dobrou sezónu (na poslední závod ME do Monzy Mercedesy ani nepřijely), nejlepší z jezdců stříbrných šípů Caracciola skončil v mistrovství Evropy až na 6. místě. Neubauer začal pro rok 1937 silně zbrojit, připravili nový osmiválcový motor pro vůz Mercedes-Benz W 125 s cílem sesadit z trůnu Auto Union (v ME 1. Bernd Rosemeyer a 2. Hans Stuck).

### 1937

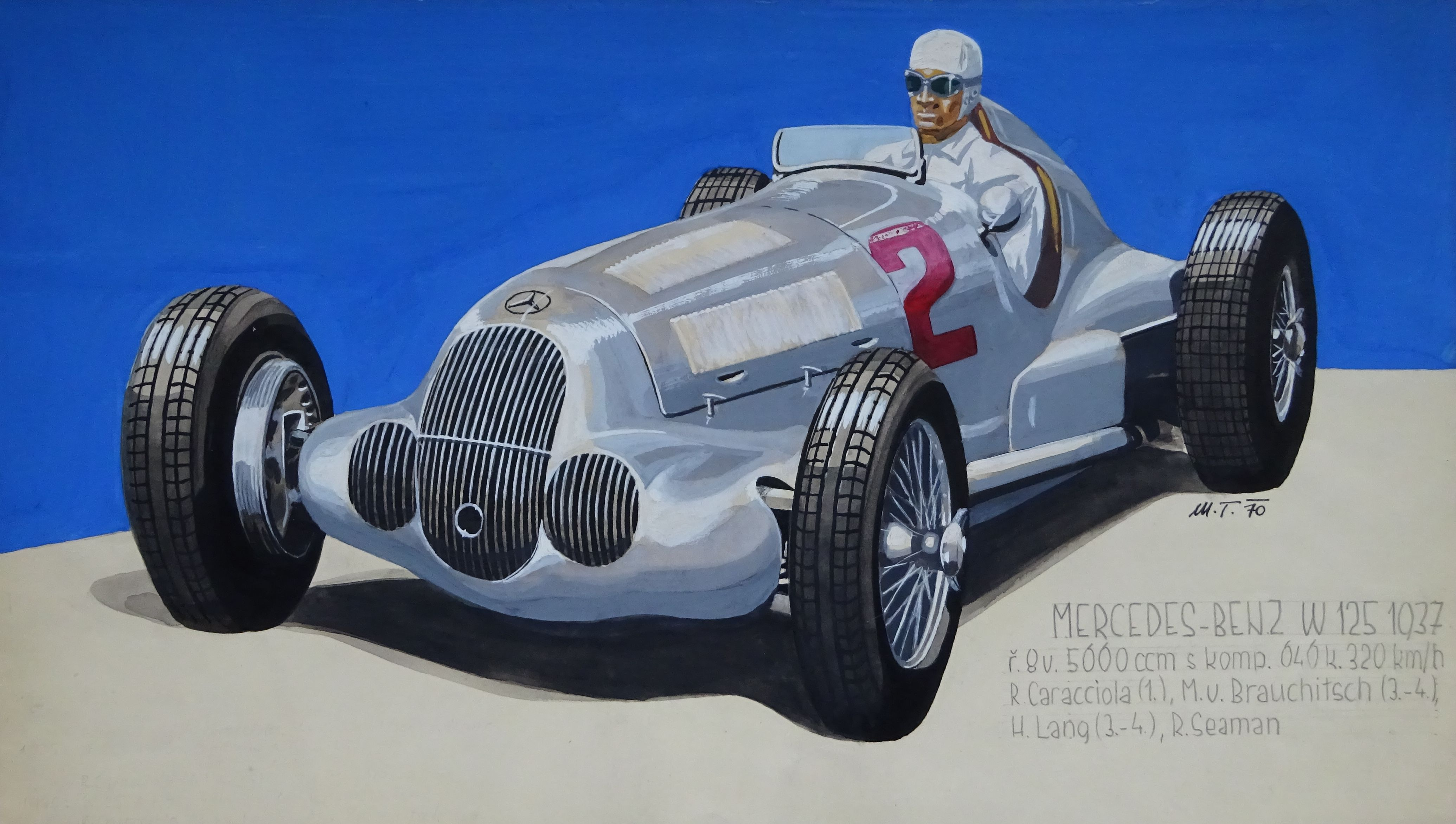
Mercedes-Benz W 125 (1937)

Pro rok 1937 se tedy upsal firmě Mercedes-Benz avšak proti vůli své matky, která nechtěla, aby jezdil za „nacistický“ tým. Vozy Mercedes (a jejich rival Auto Union), které byly součástí závodního programu dotovaného německou vládou, byly rychlejší, lépe financované, lépe postavené, vyspělejší a spolehlivější než kterékoli ze závodních vozů, které předtím řídil. Nyní měl šanci vyhrát Grand Prix a být jedním z nejlepších jezdců evropského šampionátu AIACR. V roce 1937 se jelo 25 závodů označených jako Velká cena (Grand Prix). Mercedes-Benz s typem W 125 (zážehový řadový osmiválec s kompresorem Roots, zdvihový objem 5660 cm³, výkon 444 kW/595 k při 5800 ot/min) se zúčastnil ve 12 z nich. Do mistrovství Evropy 1937 se započítávalo 5 velkých cen: Velká cena Belgie, Německa, Monaka, Švýcarska a Itálie. Celkem vyhrály vozy W 125 v tomto roce 7 Velkých cen (Tripolis, AVUS, Nürburgring, Monte Carlo, Bremgarten, Livorno a Masarykův okruh), z toho 4 započítávané do mistrovství Evropy. O nasazení jednotlivých jezdců rozhodoval všemocný šéf stájí Alfred Neubauer a v tomto projevil v maximální míře své manažerské schopnosti.

Mercedes nasadil 4 nové vozy W 125 až do 4. závodu této sezony, který se konal 9. května. Byl to 11. ročník Velké ceny Tripolisu na okruhu Autodromo di Mellaha v Libyi (tehdy italská kolonie). Od startu Caracciola (W 125) a Rosemeyer (Auto Union Type C) začali nejlépe, po 1. kole oba vedli, Caracciola a Rosemeyer těsně za ním. Postupně se k nim přibližoval Lang (W 125), který nakonec po 40 kolech zvítězil před dotírajícím Rosemeyerem. Od 20. kola Lang přidával, zmocnil se vedení a marně jej Rosemeyer, Delius, Seaman, Caracciola, Brauchitsch, Stuck i Fagioli doháněli. Vedoucí vozy docilovaly na rovinkách rychlosti kolem 300 km/h. Lang zvítězil v průměrné rychlosti 216,325 km/h, Rosemeyer dojel druhý o pouhých 10 vteřin pozadu. Prvých 8 míst s plným počtem kol obsadily německé vozy se svými speciály. Richard Seaman obsadil ve svém prvním závodě za Mercedes 7. místo, hned za Rudolfem Caracciolou na stejném typu. Druhým závodem, kde startovali jezdci na W 125, byly 30. května 6. mezinárodní závody na Avusu (VI. Internationales AVUS Rennen). Mercedes vyslal do závodu 5 vozů (2 vozy W 125 – Caracciola, Seaman; 2 vozy W 125/W25K-DAB – von Brauchitsch, Zehender; jeden vůz s Langem W25K-M125). Finálovou jízdu, po dvou rozjížďkách, vyhrál Hermann Lang. Finále se jelo na 8 kol v celkové délce 154,8 km a Lang dosáhl času 35:30,2 min v průměrné rychlosti přes 261,7 km/h. Seaman obsadil 5. místo. Nejrychlejší kolo zajel Lang v 7. kole své rozjížďky za 4:11,2 min průměrnou rychlostí 276,39 km/h. Byl to historicky nejrychlejší závod všech dob a zůstalo to tak přes 30 let až do závodu 500 mil v Monze v roce 1958. Na Nürburgringu se 13. června jel 15. ročník závodů ADAC Eifelrennen. Zde Carraciola dojel na 2., Brauchitsch na 3. místě a Lang skončil šestý. Seaman nedojel, když odpadl hned v 2. kole ve Fuchsröhre pro poruchu přívodu paliva. Zvítězil Bernd Rosemeyer na Auto Unionu Type C, který vyhrál i Vanderbiltův pohár 5. července v New Yorku před Richardem Seamanem na W 125. Závod Americké automobilové asociace (AAA) se konal na Long Islandu v New Yorku ve Spojených státech. To vše byly nemistrovské závody. 

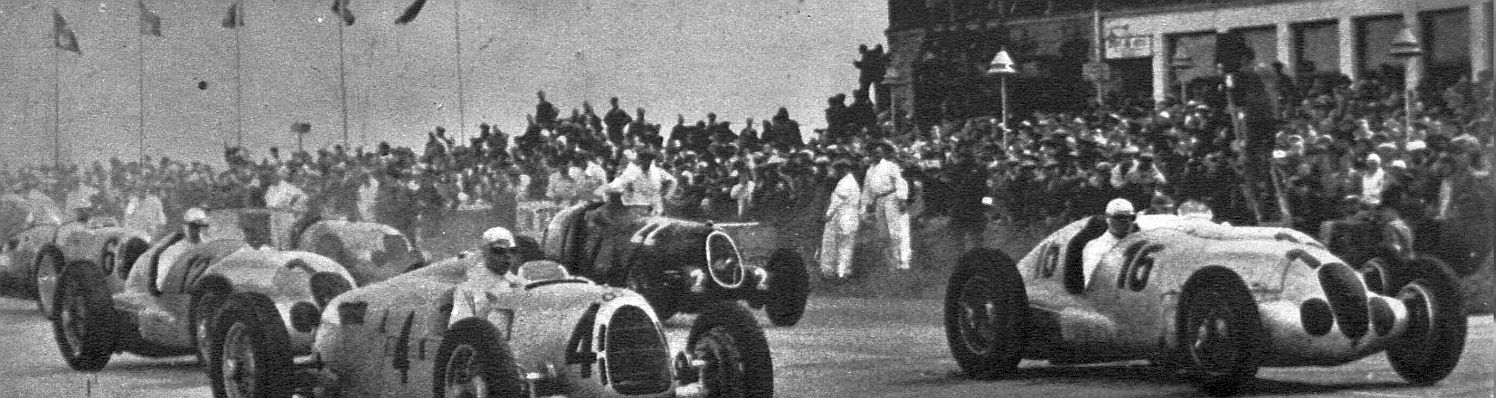
Start GP Německa 1937 (zleva Rosemeyer st.č. 4, Lang st. č. 16, Brauchitsch s. č. 14 – mimo záběr, 2. řada Caracciola st. č. 12, Nuvolari st. č. 22, 3. řada Hasse st. č. 8 – mimo záběr, Müller st. č. 6 a Seaman st. č. 18)

Do prvního závodu mistrovství Evropy pořádaném Mezinárodní asociací automobilů AIACR (dnes FIA), což byla Velká cena Belgie (11. července 1937), Neubauer nasadil „pouze“ 3 vozy s Němci Caracciolou, Brauchitschem a Langem. Na Seamana místo nezbylo. Až v 2. závodě ME (Grand Prix Německa) 25. července Mercedes nasadil 5 vozů W 125 a v jednom z nich startoval i Seaman. Startoval po měřené kvalifikaci ze 3. řady (z Mercedesů 4. nejrychlejší). Krátce po startu byly ve vedení čtyři Mercedesy Caracciola, Brauchitsch, Lang a Seaman. V 7. kole Ernst von Delius (Auto Union) zaútočil na Seamana. Na dlouhé rovince kolem boxů, za druhým mostem v Antoniusbuche, jely vozy vedle sebe. Po průjezdu tímto místem oba vozy opustily trať rychlostí asi 270 km/h. Delius utrpěl otřes mozku a zlomeninu bérce, Seaman několik pohmožděnin, poranění obličeje a zlomeninu dolní části paže. Oba řidiči byli převezeni do nemocnice v Adenau. Deliusův stav se však večer zhoršil, byl převezen do nemocnice v Bonnu, kde během převozu nebo ráno zemřel. Auto Uniony triumfovaly, když vyhrál Rudolf Hasse před Hansem Stuckem. Na Langa a Kautze s W 125 zbylo 3. a 4. místo. Seamanovo zranění mu zabránilo startovat v následujícím závodě při Velké ceně Monaka. Při Coppa Acerbo (15. srpna) Seaman nahradil v týmu nemocného Hermanna Langa se zánětem ledvin. V pátečním tréninku Seaman ujel 1. kolo 11:07 min, ale ve druhém kole, když vjel do vesnice Capelle rychlostí asi 160 km/h, se mu zablokovala levá přední brzda a narazil do domu. Ulomila se přední část podvozku a levé přední kolo bylo zatlačeno zpět do kapoty. Vojáci a policie pomohli Seamanovi z vozu, který zůstal nezraněn. Mercedes však neměl náhradní vůz a Seaman byl, přestože zajel v kvalifikaci 5. nejlepší čas, vlastně vyřazen ze závodu. V 13.kole závodu (ze 16) Carracciola zastavil vůz v depu, protože vůz de facto nebrzdil. Do vozu usedl Seaman a v Caracciolově poškozeném Mercedesu dojel na pátém místě, o kolo zpět za vítězným Rosemeyerem.

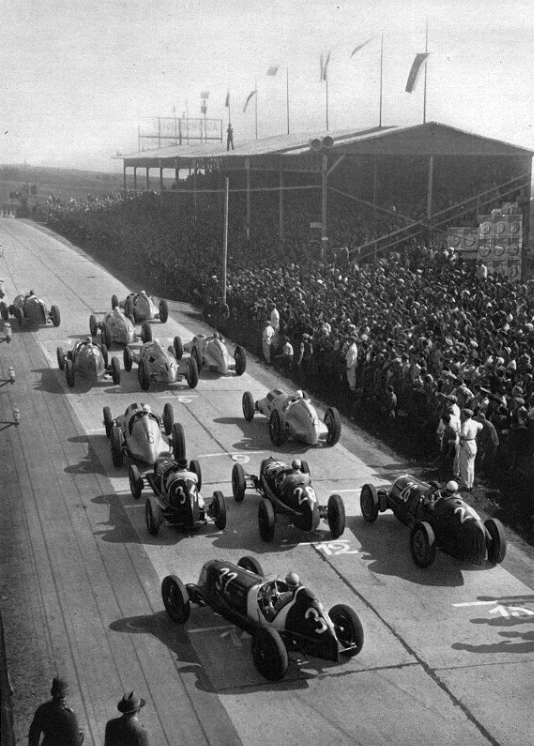
Masarykův okruh, start závodu silnější kategorie 1937. V 5. řadě je Seaman (st. č. 6) společně s Caracciolou (st. č. 2)

Ve Švýcarsku (ME) nebyl Seaman nominován (Neubauer sesadil Seamana k jeho velkému zklamání na pozici rezervního jezdce) standardně jeli „Neubauerovi“ 3 Němci a čtvrtý vůz dostal domácí Švýcar Kautz. Na start se Seaman dostal až při závodě ME Grand Prix v Itálii, která se konala 12. září. Velká cena Itálie se toho roku nejela v Monze, ale na okruhu Ardenza/Montenero v Livornu. Byl v tom záměr pořadatelů (italský autoklub), aby se nejelo na rychlé Monze, kde by italské vozy (Alfa Romeo) proti německým hegemonům s třícípou hvězdou a se čtyřmi spojenými kruhy neměly šanci. Do závodů bylo přihlášeno 5 mercedesů, 4 Auto Uniony a 7 vozů Alfa Romeo. Přes silnou konkurenci zvítězili na W 125 Němci Caracciola před Langem, Seaman dojel o kolo zpět na slušném 4. místě za Rosemeyerem. Kautz a Brauchitsch nedojeli. V mistrovství Evropy Richard Seaman obsadil dělené 15. místo se ziskem 34 bodů. Za Mercedes prvá čtyři místa obsadili Caracciola, Brauchitsch, Kautz a Lang. Neubauerova odplata Auto Unionu za rok 1936 se tak dokonale vydařila.
Při volném závodě konaném 26. září v Brně (Velká cena Masarykova) dojel Seaman na 4. místě. Masarykova Grand Prix byla posledním velkým okruhovým závodem sezóny a byla 22. podnikem sezóny Grand Prix 1937. Mercedes vyšrouboval výkon motoru k hranici 448 kW/600 k. Takový výkon byl ve formuli 1 dosažen téměř o 50 let později, na sklonku 80. let s přítlačnými křídly, širokými pneumatikami a klínovitými profily závodních vozů. Principál týmu Mercedes Alfred Neubauer přivezl svůj „neporazitelný“ tým se 4 vozy (a také se 4 jezdci), včetně posledního mistra Evropy jezdců Rudolfa Caraccioly. Jemu sekundovali Manfred von Brauchitsch, Hermann Lang a Richard Seaman. Do závodu odstartovaly všechny 4 vozy W 125. Vyhrál Caracciola před Brauchitschem. Seaman dojel jako čtvrtý, 1:18,5 min za vítězem. Až na 5. místě za německými hegemony dojel Tazio Nuvolari na Alfa Romeo 12C-36. Závod byl poznamenán těžkou havárií Langa v 5. kole. Lang dostal za Žebětínem smyk a neměl šanci to zkorigovat, auto se v ostrém úhlu stočilo k protější mezi. Bylo postiženo 11 diváků, z toho dva tak těžce, že zemřeli na operačním stole brněnské nemocnice, dvěma dalším musely být amputovány dolní končetiny. Lang, který byl při nehodě vymrštěn z vozu, se zranil poměrně lehce (tržná rána na hlavě). Poslední závod sezóny při nemistrovské III. Grand Prix Doningtonu 2. října nedojel pro poruchu tlumiče. Odpadl v 1. třetině závodu, jel s problematickým zadním odpružením a po 29. kole odstoupil se zadním tlumičem vlečeným po zemi. Zajel do trávy naproti boxům a zaparkoval vedle Langova vozu, oba vozy byly zakryty plachtami.

### 1938
Seaman v tomto roce dosáhl největšího úspěchu a v mistrovství Evropy Grand Prix obsadil v konečné klasifikaci 4. místo. V tom roce Mercedes připravil (dle nových předpisů AIACR) nový typ, Mercedes-Benz W 154 (vidlicový dvanáctiválec se zdvihovým objemem 2961,54 cm³ a 2 kompresory Roots, o výkonu 313–350 kW/425–476 k při 7800 ot/min). Poprvé jej Neubauer nominoval do týmu na Grand Prix Německa, která se jela 24. července na Nürburgringu. Byl to největší závod sezóny s 20 vozy na startu. V kvalifikaci dojel Seaman jako 3. a startoval tedy z první řady s dalšími 2 Mercedesy řízené Brauchitschem a Langem. V čele jezdil Brauchitsch před Seamanem a Caracciolou. K rozhodnutí došlo po 16. kole, když Brauchitsch tankoval, mechanici mu přeplnili nádrž a benzín vystříkl na zadní kapotu vozu. Záď Brauchitschova Mercedesu byla v okamžiku jediným velkým plamenem. Seamanův vůz, který v depu rovněž v tom čase tankoval, byl mechaniky odtlačen do bezpečí. Seaman potom projel kolem plamenů a kouře a ujal se vedení. Po 22 kolech (501,82 km) projel vítězně cílem v průměrné rychlosti 129,8 km/h o více než 4 minuty před Langem v Caracciolově voze. Zajel i nejrychlejší kolo závodu, když 6. kolo ujel za 10:09,1 min = 134,8 km/h. Seaman obdržel za vítězství 20 000 marek a obrovskou trofej od führera Adolfa Hitlera. Při předávání vítězné ceny snad měl publikum na tribunách zdravit nacistickým pozdravem. Bylo to poprvé, co vyhrál britský jezdec závod mistrovství Evropy AIACR od doby, kdy Henry Segrave vyhrál Grand Prix Francie v roce 1923. Po závodě v rozhovoru s redaktorem časopisu The Autocar si Seaman povzdechl: „Škoda, že jsem vítězství nedosáhl na anglickém voze.“
V dalších nemistrovských, italských závodech Coppa Ciano v Livornu a Coppa Acerbo v Pescaře, kterého se Mercedes účastnil jen se 3 vozy, Seaman nestartoval. Objevil se až 21. srpna v dalším závodě započítávaném do mistrovství Evropy, v 5. Velké ceně Švýcarska na okruhu Bremgarten u Bernu, na svém oblíbeném okruhu, kde 3x vyhrál závody voiturette. Na startu bylo 19 vozů, osm německých (4 mercedesy a 4 Auto Union), devět z Itálie (6 Alfa Romeo, 3 Maserati) a dva z Francie (Delahaye). Jeli 50 kol (364,0 km) po rychlém silničním okruhu, který byl mokrý, protože celý den pršelo. Po startu za mírného mrholení se do vedení dostal Seaman (Mercedes) před Stuckem (Auto Union), Caracciolou (Mercedes) s odstupem na Müllera (Auto Union). Po 10 kolech se mrholení změnilo na silný liják. Seaman ztratil vedení za „mistrem deště“ Caracciolou. Ve 25. kole Caracciola zastavil tankování a Seaman se zase ujal vedení. O dvě kola později zastavil i Seaman pro palivo a „Rain-Master“ znovu získal vedení, které udržel až do cíle. Seaman dojel na druhém místě před Brauchitschem (všichni Mercedes-Benz W 125). Seaman zajel, když se zmírnil déšť, nejrychlejší kolo závodu ve 42. kole za 2:50,8 min = 153,4 km/h. V dalším závodě ME (Grand Prix Itálie) nedojel do cíle. Po 16 kolech projel boxy a pomalu dokončoval další kolo, když zjistil, že jeho vůz je v plamenech. Oheň na motoru po několika minutách zhasl sám, nicméně Seaman ze závodu odstoupil. Na nemistrovské 4. Grand Prix Doningtonu 22. října v domovské Anglii dojel na 3. místě.
V konečném pořadí mistrovství Evropy Grand Prix obsadili jezdci na Mercedesech prvá 4 místa. Rudolf Caracciola léta vedoucí jezdec závodního týmu Mercedes-Benz, obdržel od AIACR již potřetí titul mistra Evropy, za ním byli klasifikováni von Brauchitsch (15 bodů), Lang (17 bodů) a Seaman (18 bodů). To byl druhý rok, kdy Auto Union „totálně“ ostrouhal. 

### 1939

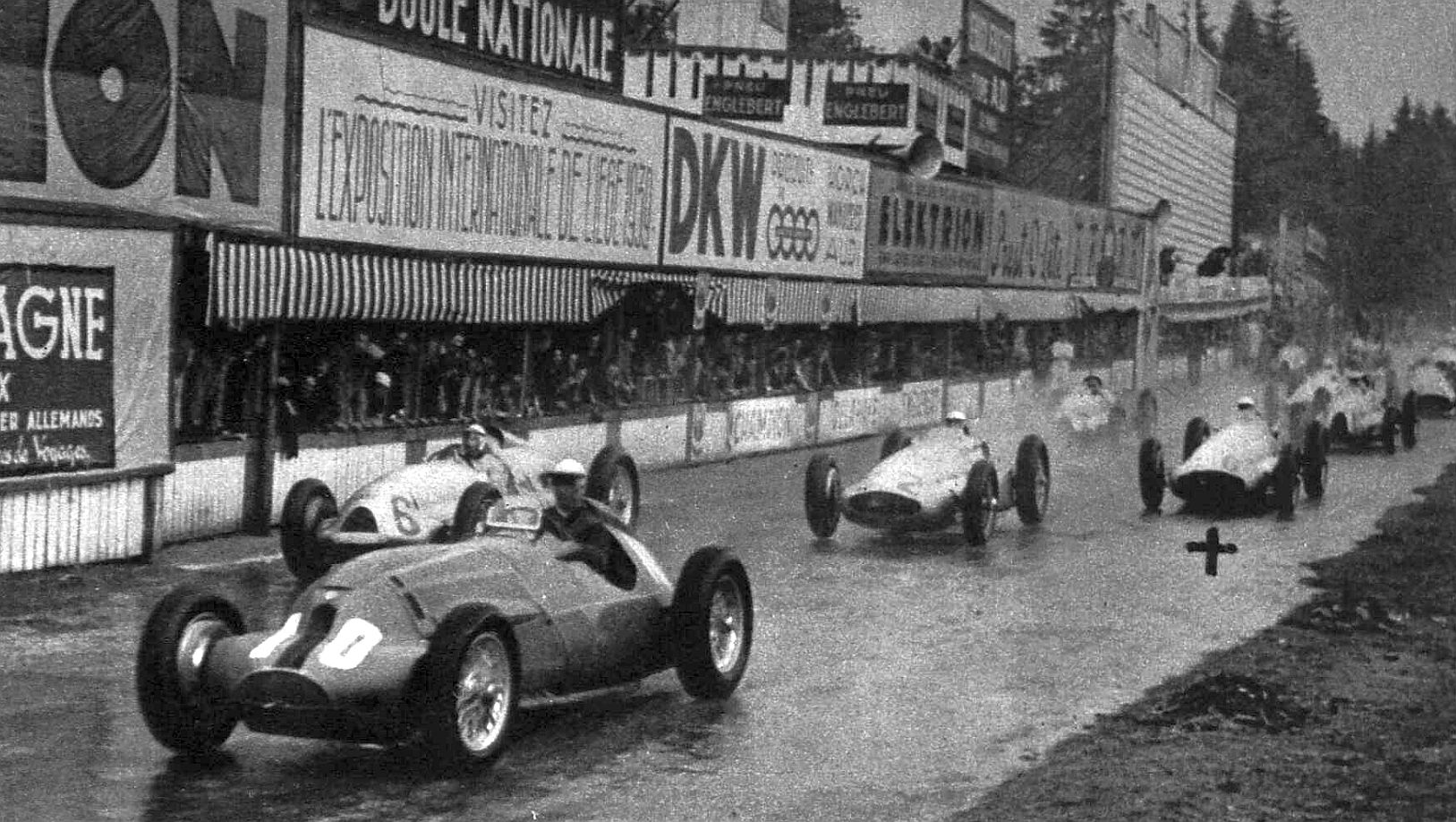
Start Grand Prix Belgie (1939). V čele Farina (st. č. 10, Alfa Romeo Tipo 316) před Müllerem (st. č. 6, Auto Union Typ D), Langem (st. č. 22, Mercedes-Benz W 154) a Seamanem (st. č. 26, Mercedes-Benz W 154, označen křížkem)

Na první Velké ceně, které se Mercedes v roce 1939 zúčastnil, byla francouzská, ne mistrovská Grand Prix de Pau. Seaman však zde nestaroval. Jako důvody se označovaly možnosti, že předpisy možná povolovaly pouze maximálně tři přihlášky na tým. Je možné, že Mercedes-Benz měl v té době připraveny pouze čtyři nové vozy W 154 a potřebovali jeden vůz navíc na trénink, případně díly potřebné k opravám. Další možností bylo, že dominující führer NSKK (Nacionálně socialistický motoristický sbor) Korpsführer Adolf Hühnlein přiměl Neubauera k odpovědnosti (ty, ty, ty), že závod musí vyhrát německý jezdec. To se stalo, vyhrál Hermann Lang před Manfredem von Brauchitschem (oba Mercedes-Benz W 154). Seaman startoval až 21. května 1939 na mezinárodních závodech Eifelrennen (Nürburgring). Na konci 1. kola projel jako první Lang před Brauchitschem a Caracciolou (všichni W 154) a teprve za nimi Auto Uniony s Bigalkem, Müllerem, Nuvolarim a Hassem. Seaman startující z 2. řady odstartoval příliš rychle, poškodil spojku a doslova se plazil za polem. Dokončil pomalu jen jedno kolo, aby dojel do depa, kde svůj vůz odstavil.
Prvním závodem v roce 1939 započítávaným do mistrovství Evropy byla Velká cena Belgie ve Spa-Francorchamps 25. června. K závodu na 35 kol v celkové délce 507,5 km byly přihlášeny 4 mercedesy W 154, 4 Auto Uniony D, 2 Alfy Romeo (Tipo 316 a 308), 2 Maserati (8CM a 6C) a 2 Delahaye 135CS. Mercedesy W 154 byly určeny pro Rudiho Caracciolu, Manfreda von Brauchitsche, Hermanna Langa a Richarda Seamana. Vozy byly vybaveny staršími motory M154, těžší M163 se pro tento závod nehodily. Poprvé byly všechny motory vybaveny dvoustupňovým přeplňováním, které poskytovalo špičkový výkon 475 k již při 7500 ot./min, na rozdíl od vyšších otáček (8000 ot./min) staré verze. V den závodu zahalily nízko visící mraky ardenský les s občasnými dešťovými přeháňkami. Na jedné straně okruhu, jak je ve Spa běžné, pršelo a na druhé třeba svítilo slunce. V závodě po 3 hodinách a 20 minutách zvítězil Hermann Lang, který zajel i nejrychlejší kolo závodu za 5:19,9 min průměrnou rychlostí 163,2 km/h. Manfred von Brauchitsch dojel 3. se ztrátou 1:53 min. Caracciola odpadl již po 7. kole, u zatáčky La Source dostal smyk a v rotaci vyjel z trati. Nepoškozenému vozu zhasl motor a Caracciolovi se jej nepodařilo uvést do chodu, proto odstoupil a pěšky došel do boxů. O pár kol později se toto místo stalo osudné pro Richarda Seamana.

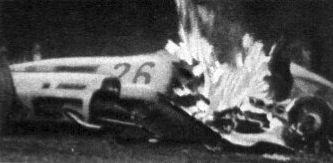
Hořící vůz Richarda Seamana, st. č. 26, GP Belgie (1939)

## Smrtelná nehoda
Závod Velké ceny Belgie byl poznamenám tragickou nehodu Richarda Seamana. Na konci 10. kola Seaman projel kolem depa jako první za velkého potlesku davu. I na konci 21. kola vedl Seaman s průměrem 153,3 km/h před Langem, Nuvolarim, Hassem, Brauchitschem a Müllerem. Seaman projížděl v 22. kole zatáčkou Club, rychlou levou zatáčkou těsně před vlásenkou La Source. Mercedes při akceleraci ze zatáčky sjel z mokré vozovky a narazil zadní částí do stromu, odkud se odrazil do dalšího. Auto narazilo do druhého stromu plnou silou bokem a následně se kolem něj „omotalo“. Náraz zlomil Seamanovi pravou ruku, pohmoždil ledvinu a způsobil otřes mozku. Jeho hlava musela při nárazu narazit do stromu, což způsobilo, že ztratil vědomí. Benzinové potrubí od přední nádrže k zadní nádrži prasklo. Na neštěstí Seaman před šesti koly natankoval a nádrž byla téměř plná. Toto palivo tryskalo přes horké výfukové potrubí a okamžitě se vznítilo.

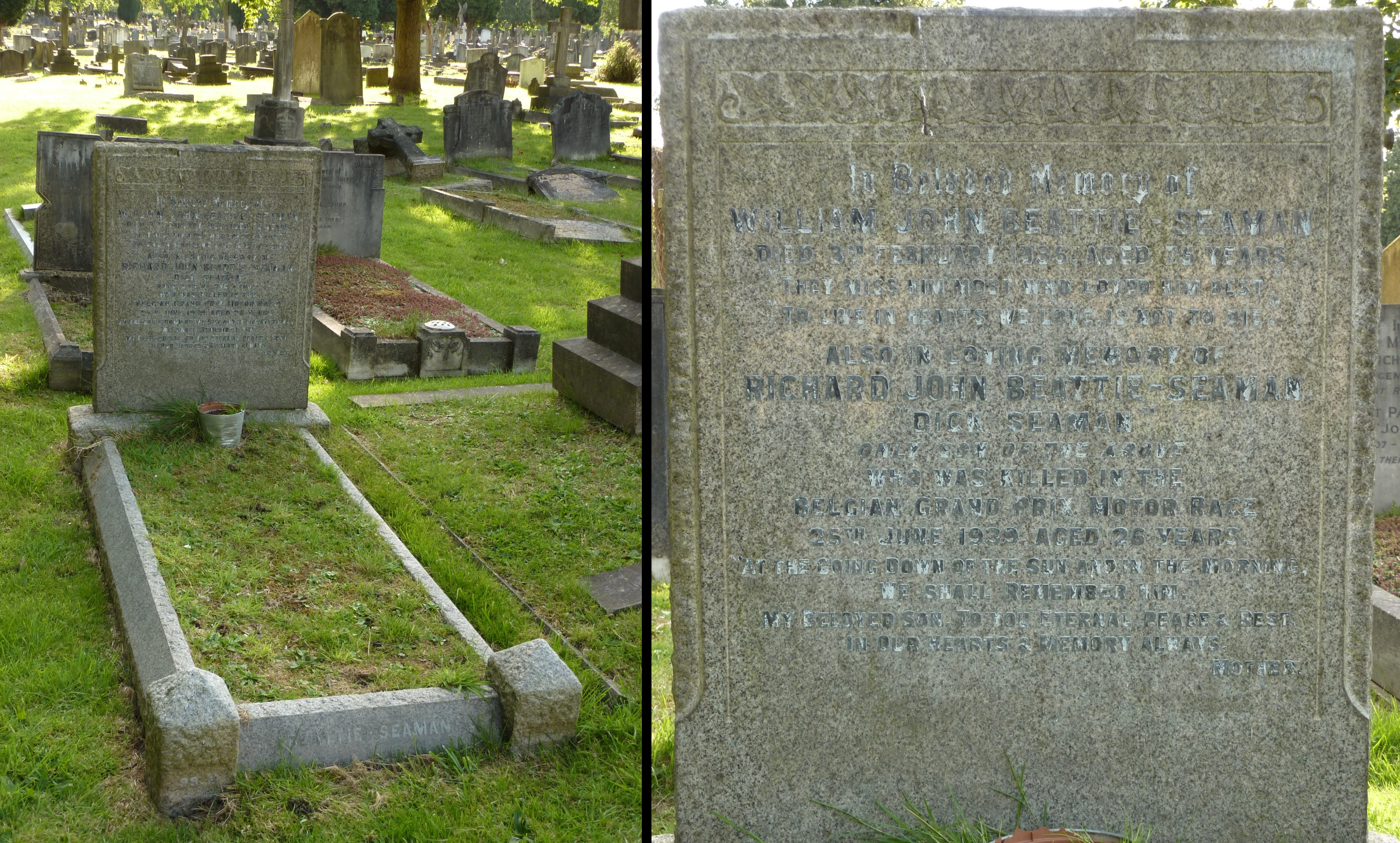
Hrob Richarda Seamana na hřbitově Putney Vale Cemetery, Londýn (2014)

Než Seamana vyprostili z plamenů, utrpěl popáleniny třetího stupně na nohou, pažích, rukou, horní části těla a obličeji. Richard Seaman byl převezen do lázeňské nemocnice ve Spa, kde lékaři udělali vše, co si lze představit, aby mu zachránili život. Když Richard později nabyl plného vědomí, dokázal komunikovat se svou ženou Erikou a přáteli (německy i anglicky). Byl schopen vysvětlit, co se stalo, a řekl Neubauerovi, že si nehodu zavinil sám. Potom upadl do bezvědomí a krátce po půlnoci zemřel na následky popálenin. Před válkou to bylo zřejmě naposledy, co se Anglie a Německo spojily, aby společně truchlily. Seaman byl posledním jezdcem Grand Prix, který zemřel za volantem před vypuknutím druhé světové války. Druhá světová válka začala pouhých 68 dní po Seamanově smrti. 
Po Seamanově smrti dostala obchodní zastoupení Mercedes-Benz po celém světě pokyn vystěhovat všechny vozy a vystavit ve výkladech jeho fotografii. Richard Seaman byl pohřben na hřbitově Putney Vale v Londýně, mimo jiných tam byli Alfred Neubauer, Rudolf Caracciola, Hermann Lang, Manfred von Brauchitsch, několik členů týmu Auto-Union, mnoho anglických závodníků a bledá Erika Seaman podpíraná svým otcem. Ve Spa-Francorchamps byl instalován pamětní kámen připomínající Seamana; později byl odcizen a nebyl nikdy nalezen.
Soudit britského aristokrata ve službách nacistického týmu by bylo z dnešního pohledu snadné. Jen málokterý skutečný závodník by však jen tak bez přemýšlení odmítl šanci usednout do toho nejlepšího auta. Jedno ponaučení však z tohoto mrazivého příběhu plyne: pokud přenecháte ďáblovi jen část své duše, dřív nebo později vám ji sebere celou. Na straně druhé byl Seaman obdivován pro své výjimečné dovednosti, odvážný temperament a za to, že propojil britský a německý motoristický sport v době značného politického napětí.

## Výsledky Richarda Seamana v letech 1934–9

### Vítězné závody vozů Voiturette
- 1934 Prix de Berne (s MG K3 Magnette)
- 1935 Coppa Acerbo, Prix de Berne, Velká cena Masarykova (vše s vozem ERA B)
- 1936 Isle of Man, Coppa Acerbo, Prix de Berne, J.C.C. 200 (vše s vozem Delage 15S8)

### Vítězství v nemistrovských závodech Grand Prix
- 1936 Grand Prix Donington (s Hansem Rüechem na Alfě Romeo Tipo 8C-35)

### Mistrovství Evropy Grand Prix
| Legenda k tabulce | Legenda k tabulce                                                                       |
| Barva             | Výsledek                                                                                |
| ----------------- | --------------------------------------------------------------------------------------- |
| Zlatá             | Vítěz                                                                                   |
| Stříbrná          | 2. místo                                                                                |
| Bronzová          | 3. místo                                                                                |
| Zelená            | Bodované umístění                                                                       |
| Modrá             | Nebodované umístění                                                                     |
| Modrá             | Dokončil neklasifikován (NC)                                                            |
| Fialová           | Odstoupil (Ret)                                                                         |
| Červená           | Nekvalifikoval se (DNQ)                                                                 |
| Červená           | Nepředkvalifikoval se (DNPQ)                                                            |
| Černá             | Diskvalifikován (DSQ)                                                                   |
| Bílá              | Nestartoval (DNS)                                                                       |
| Bílá              | Závod zrušen (C)                                                                        |
| Světle modrá      | Pouze trénoval (PO)                                                                     |
| Světle modrá      | Páteční testovací jezdec (TD)                                                           |
| Bez barvy         | Netrénoval (DNP)                                                                        |
| Bez barvy         | Vyřazen (EX)                                                                            |
| Bez barvy         | Nepřijel (DNA)                                                                          |
| Bez barvy         | Odvolal účast (WD)                                                                      |
| Bez barvy         | Nezúčastnil se (prázdné)                                                                |
| Označení          | Význam                                                                                  |
| Tučnost           | Pole position                                                                           |
| Kurzíva           | Nejrychlejší kolo                                                                       |
| †                 | Jezdec nedojel do cíle, ale byl klasifikován, protože odjel více než 90 % délky závodu. |
| ‡                 | Byl udělován poloviční počet bodů, protože bylo odjeto méně než 75 % délky závodu.      |
| Horní index       | Umístění bodujících jezdců ve sprintu                                                   |

| Rok  | Tým             | Vůz                 | 1             | 2             | 3       | 4             | 5     | Umístění v ME | Body |
| ---- | --------------- | ------------------- | ------------- | ------------- | ------- | ------------- | ----- | ------------- | ---- |
| 1936 | Scuderia Torino | Maserati V8RI       | MON           | GER 8         | SUI     | ITA           |       | 28            | 31   |
| 1937 | Daimler-Benz AG | Mercedes-Benz W 125 | BEL DNS       | GER Ret (DNF) | MON DNS | SUI DNS       | ITA 4 | 15            | 34   |
| 1938 | Daimler-Benz AG | Mercedes-Benz W 154 | FRA DNS       | GER 1         | SUI 2   | ITA Ret (DNF) |       | 4             | 18   |
| 1939 | Daimler-Benz AG | Mercedes-Benz W 154 | BEL Ret (DNF) | GER DNS       | MON DNS | SUI DNS       |       | 25            | 29   |

Poznámka: Bodování Mistrovství Evropy bylo výrazně odlišné od dnešních závodů formule 1. Body byly udělovány takto: 1 bod na 1. pozici, 2 body na 2. pozici, 3 body za 3. místo, 4 body těm, kteří dokončili 75 % závodu, 5 bodů těm, kteří dokončili 50 % závodu, 6 bodů těm, kteří dokončili 25 % závodu, 7 bodů těm, kteří nedokončili 25 % závodu a 8 bodů pro ty, kteří nestartovali (čili čím méně bodů, tím lepší pořadí).